# Cuzzupa
La cuzzùpa, o sguta, o angùta, o vuta, o pizzatola, o cullùra, è un dolce tipico pasquale calabrese, viene chiamato con nomi diversi e forme anche in maniera diversa, con la caratteristica dell'uovo simbolo della Pasqua, prodotto su tutto il territorio della Calabria, simile anche ai Cuddhuraci, prodotto nella provincia di Reggio Calabria, nella parte meridionale della provincia di Catanzaronella provincia di Crotone e in provincia di Cosenza. 
Questo dolce pasquale è di origine orientale e simboleggia la fine del digiuno di quaresima: l'uovo è il simbolo della risurrezione di Gesù.

## Preparazione
Può avere varie forme, a discrezione di chi la prepara; solitamente riguarda un tema pasquale: gallina, pesce, cuore o altro. Al centro della cuzzupa è posto un uovo sodo che la tradizione vuole porti fortuna.
La lievitazione deve avvenire in ambienti caldi e poco aerati per evitare che il processo si interrompa.
Si usa amalgamare l'impasto nei primi giorni della settimana Santa in modo tale da poter gustare il dolce per il venerdì Santo o per la domenica di Pasqua.
Normalmente gli si dà la forma di lettere dell'alfabeto, soprattutto le iniziali dei nomi dei bambini, di uccelli o di altri animali, Nel caso in cui in una famiglia ci sia una coppia di fidanzati, di solito la suocera, nei confronti del futuro genero usa fare una grande cuzzupa a forma di cuore , all'interno della quale vi incastona alcune uova. Una volta pronta la teglia, si inforna a 180 °C per 20-25 minuti.
A fine cottura, alcuni usano cospargere la cuzzupa con l'annaspero, una cremina bianca fatta con zucchero, bianco d'uovo e succo di limone, che va sbattuta continuamente per non farla solidificare. L'operazione va effettuata subito dopo la cottura, altrimenti l'annaspero non si lega alla cuzzupa. Si possono aggiungere dei granelli di cioccolata colorata.

## Ingredienti
Gli ingredienti sono: latte, farina, uova, olio o strutto, lievito, zucchero.

## Altri nomi
- Guta a Platì
- Sguta o "Nguta" nella Locride; tipica è per esempio la sguta di Mammola
- Cozzupa a Cirò Marina (KR).
- Cuzzupa a Squillace, Lamezia Terme, Soverato, Girifalco, Curinga, Maida (CZ); Crotone
- Pizzatola a Belvedere Marittimo, Cetraro, Diamante, Scalea (CS)
- Vuta a Delianuova, Scido, Sant'Eufemia d'Aspromonte, Santa Cristina d'Aspromonte (RC)
- “Cuzzulu”, a Saracena, (CS)

## Galleria d'immagini

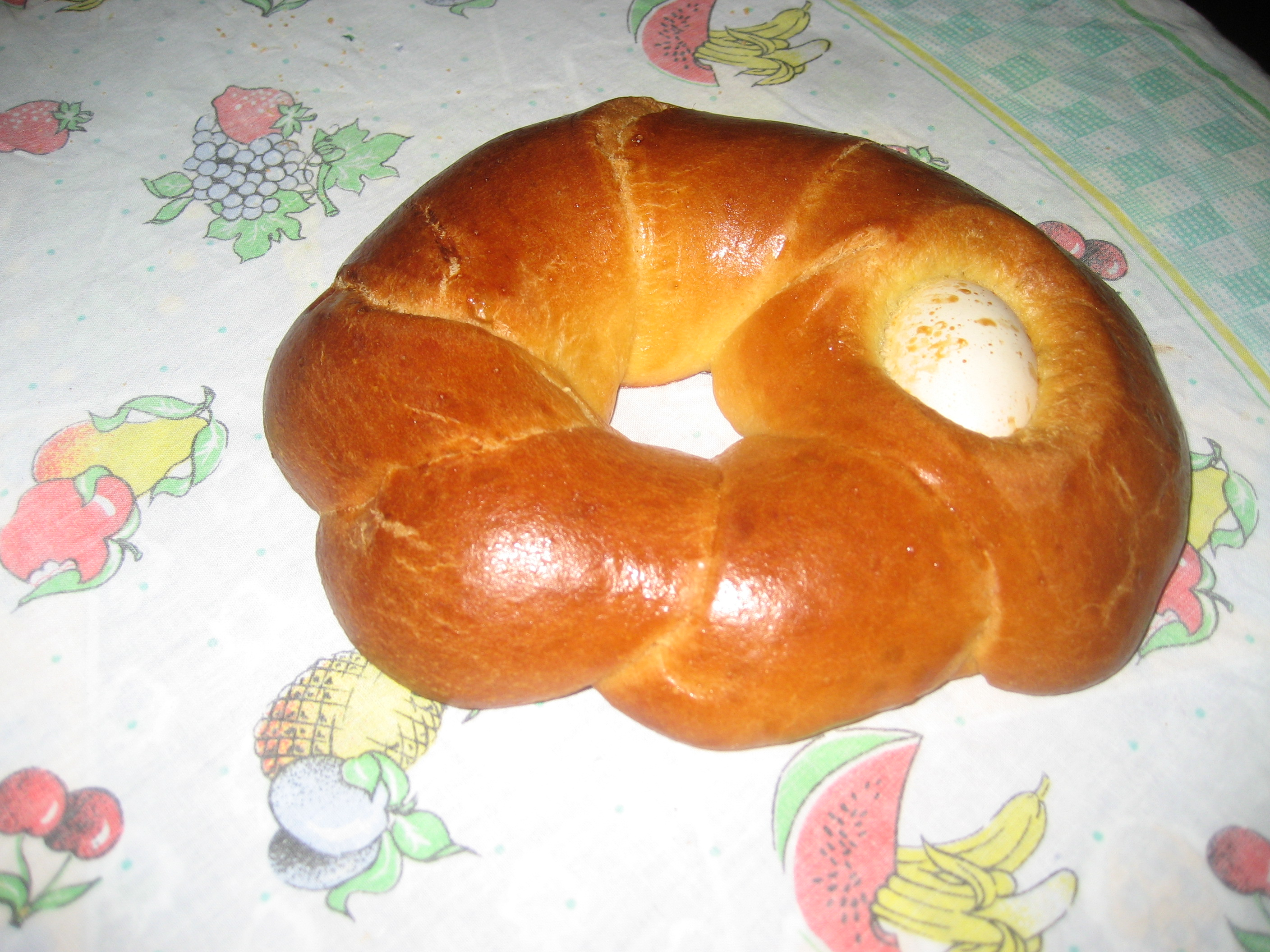
Cuzzupa
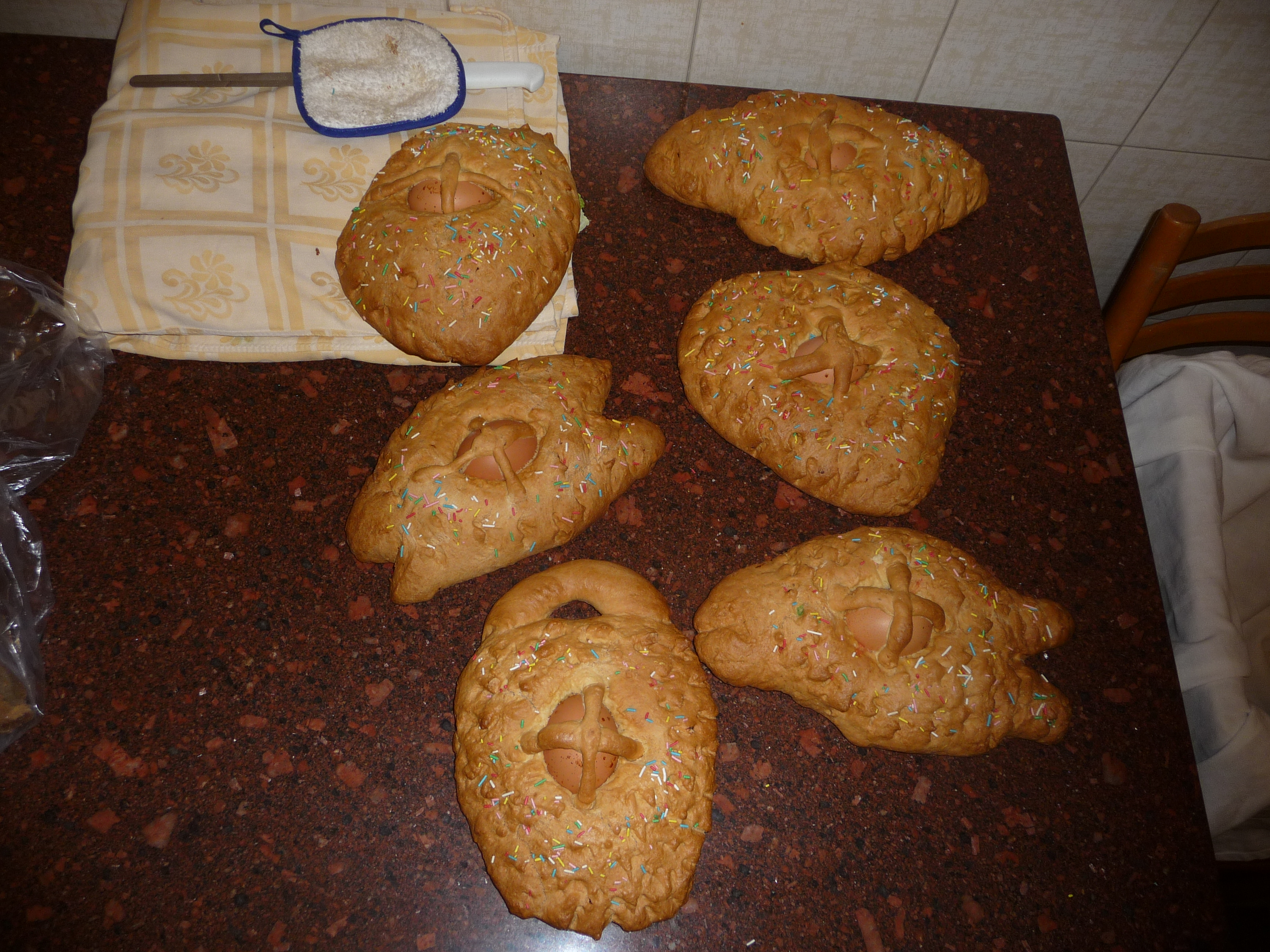
Cuzzupe
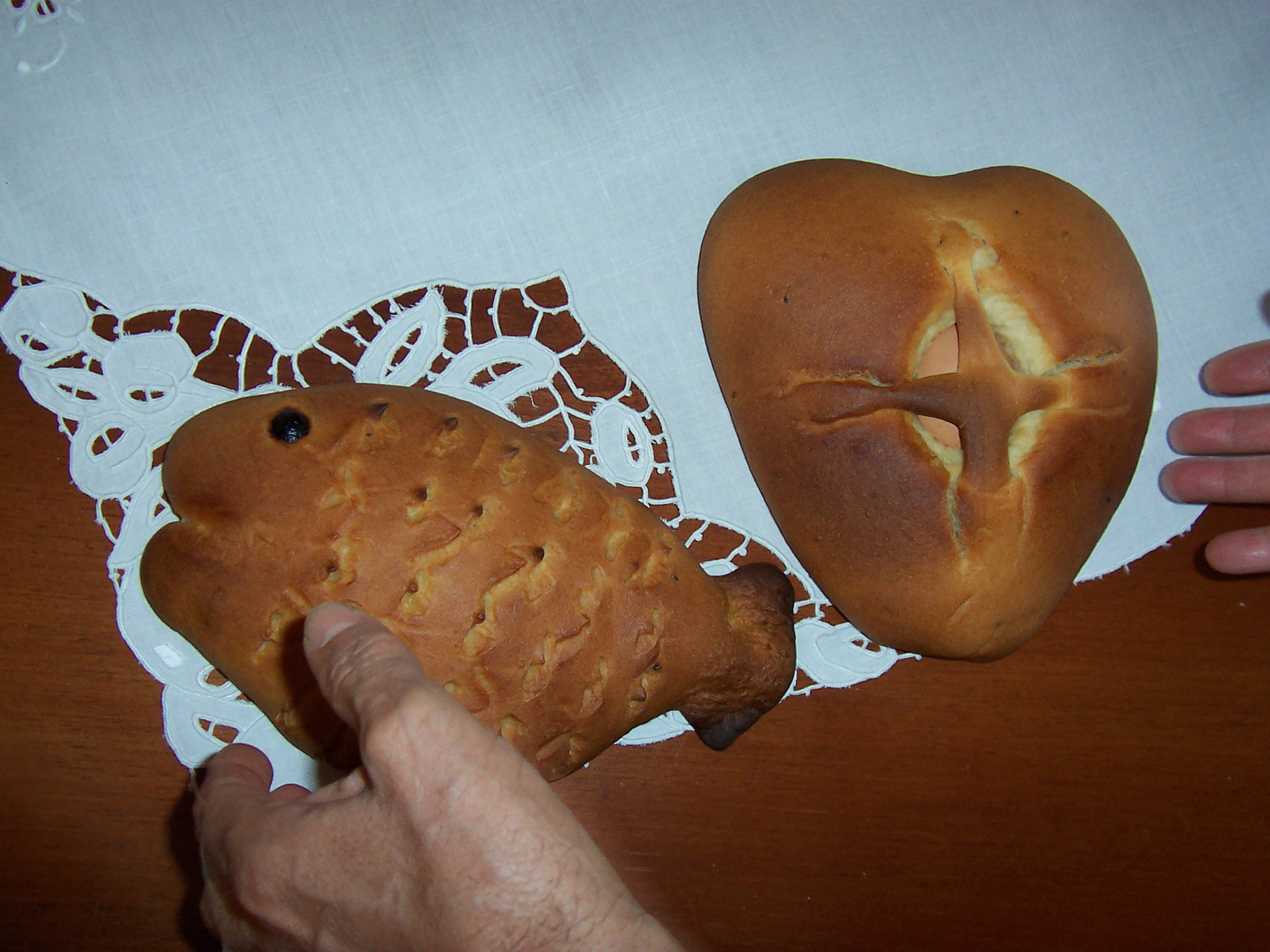
Cuzzupa
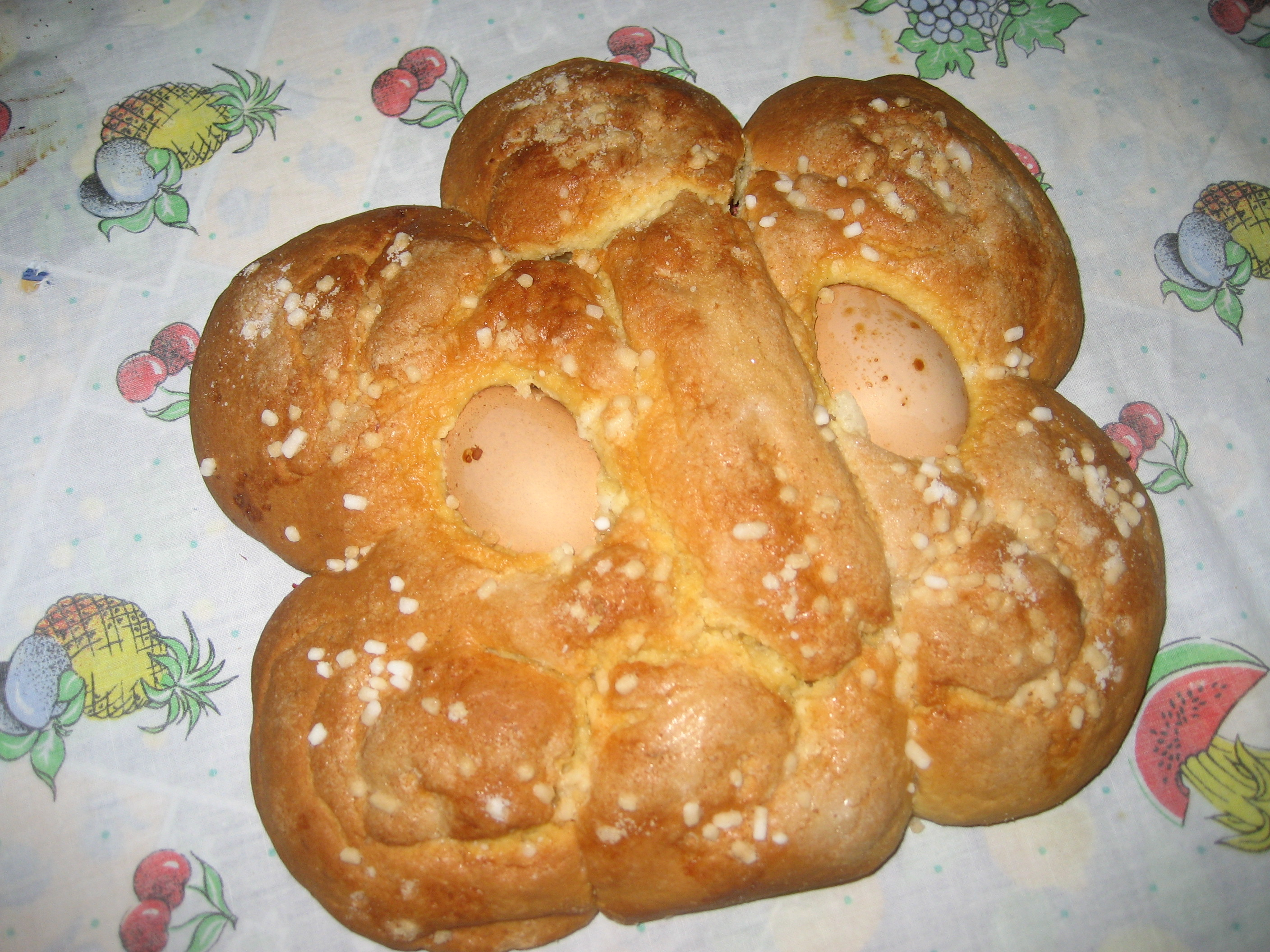
Tipo di cuzzupa con due uova